# اکیداً برای سیاهانم
اکیداً برای سیاهانم (به انگلیسی: Strictly 4 My N.I.G.G.A.Z...) نام دومین آلبوم استودیویی رپر آمریکایی توپاک می‌باشد که در تاریخ ۱۶ فوریه ۱۹۹۳ تحت لیبل اینتراسکوپ رکوردز منتشر شد.
همانند آلبوم اولش، اینک توپاک الزمان، ترک‌های این آلبوم نماین گر اعتقادات سیاسی و اجتماعی توپاک بود. این آلبوم در ابتدا قرار بود "دردسردهنده ۲۱" عنوان شود که در واقع عدد ۲۱ نشان دهنده سن وی در آن زمان می‌باشد. اکیداً برای سیاهانم تفاوت‌های زیاد قابل توجهی از لحاظ کیفی در تولیدش نسبت به آلبوم اینک توپاک الزمان دارد که حضورش در رتبه بیست و چهارم لیست بیلبورد ۲۰۰ نشان از موفقیت مالی بیشتری نسبت به آن آلبوم می‌باشد. این آلبوم نقطه آغاز توپاک برای تبدیل شدن به یک رپر موفق مستقل زیرزمینی تلقی می‌شود که دریافت گواهی پلاتنیوم دوگانه دو ترک "سرت را بالا بگیر" و "من اطرافشم" نمایان گر آن می‌باشد.